# Etoeptazina
Etoeptazina (nome comercial Zactane) é um analgésico opioide da família fenazepane. Foi inventado nos anos 1950 e é relacionada a outras drogas tais como proeptazina e petidina.
Etoeptazina produz efeitos similares ao de outros opioides, incluindo analgesia, sedação, tontura e náusea. Foi vendido por si só como Zactane, e ainda está disponível como um produto combinado com ácido acetilsalicílico e meprobamato como Equagesic, o qual é usado para o tratamento de condições em que a dor e a ansiedade estão presentes. Também foi investigado para uso como antitussivo.
Não é mais vendido nos Estados Unidos, no entanto, pode ser vendido novamente se a lei for alterada para remover o medicamento da CSD. Etoeptazina não está listada como uma substância controlada sob o Controlled Substances Act 1970 (Ato de Substâncias Controladas de 1970) nos Estados Unidos. O status de controle (Tabela IV) de Equagesic foi devido ao conteúdo de meprobamato. A regulação varia em outros países. O ato de Drogas e Substâncias Controladas Canadense (Canadian Controlled Drugs & Substances act) exclui do controle especificamente os opioides fenazepinas, incluindo proeptazina.